# カーディ・B
ベルカリス・アルマンザー（Belcalis Almanzar、1992年10月11日 - ）はカーディ・B（Cardi B）の芸名で知られるアメリカ合衆国のラッパー、ヒップホップミュージシャン、テレビパーソナリティ。芸名は、姉妹の愛称が「ヘネシー」だったことから、彼女も酒類ブランドの「バカーディ（バカルディ）」と呼ばれていたことに因む。身長160cm。
ストリートギャング「ブラッズ」のメンバー を経てストリッパーとなった後、VineとInstagramへの投稿で話題を集めインターネットセレブリティとなった。その後、2015年から2017年までVH1のリアリティ番組『Love & Hip Hop: New York』にレギュラー出演し、2つのミックステープを発表した。
2017年2月にアトランティック・レコードとのメジャー・レーベル契約を結んだ。メジャー・デビュー・シングル「ボーダック・イエロー」は、Billboard Hot 100で首位を獲得した。女性ラッパーが客演ではなく自身がリード・アクトとなる曲で首位を獲得したのは史上5人目、ゲストなしの単独曲ではローリン・ヒル（「Doo Wop (That Thing)」）以来約19年ぶりの快挙であった。また、Hot 100チャートで首位を獲得した初のドミニカ共和国系アーティストにもなった。2018年に最初のアルバム「インヴェイジョン・オブ・プライバシー」を発表し、Billboard 200で初登場首位を獲得し、第61回グラミー賞において女性としては初となる最優秀ラップアルバム賞を受賞した。同年、タイムの世界で最も影響力のある100人に選ばれた。
グラミー賞の候補の他に、アメリカン・ミュージック・アワード、MTV Video Music Awards、BETアワード、ビルボード・ミュージック・アワードを受賞している。

## 来歴

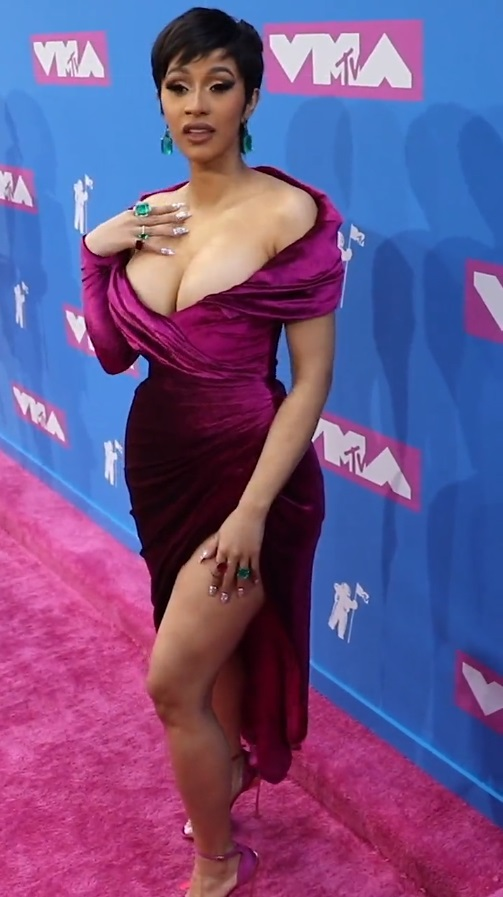
VMAのレッドカーペットでのカーディB（2018年）

1992年10月11日、カーディBはマンハッタンのワシントンハイツで生まれた。ドミニカ人の父とトリニダード人の母の娘としてサウスブロンクスのハイブリッジ地区で育ち、ワシントンハイツにある父方の祖母の家で多くの時間を過ごした。彼女は16歳の頃からストリートギャングのブラッズのメンバーだったと語っているが、彼女はギャングに入ることを勧めないと述べている。
10代の頃、カーディBはトライベッカのデリで働いていたが解雇され、マネージャーに通りの向かいにあるストリップクラブでストリッパーになることを勧めた。カーディBは、ストリッパーになることは彼女の人生にとって様々な意味でプラスになったと述べている。ストリッパーをしている間、カーディBは母親にベビーシッターをしてお金を稼いでいると言って嘘をついていた。その間、彼女はマンハッタン・コミュニティ・カレッジ(Borough of Manhattan Community College)に通っている。
2013年、カーディBはVineとInstagramへの投稿で話題を集めインターネットセレブリティとなった。2015年から2017年までVH1のリアリティ番組『Love & Hip Hop: New York』にレギュラー出演しながら、音楽活動を行ない、2つのミックステープを発表した。
2017年2月、アトランティック・レコードとのメジャー・レーベル契約を結ぶ。メジャー・デビュー・シングル「ボーダック・イエロー」は、Billboard Hot 100で首位を獲得した。女性ラッパーが客演ではなく自身がリード・アクトとなる曲で首位を獲得したのは史上5人目、ゲストなしの単独曲ではローリン・ヒル（「Doo Wop (That Thing)」）以来約19年ぶりの快挙であった。また、Hot 100チャートで首位を獲得した初のドミニカ共和国系アーティストにもなった。同曲は批評家から高く評価され、音楽メディアのピッチフォークは年間ベストトラックの第1位に選出した。
2018年4月、デビューアルバム「インヴェイジョン・オブ・プライバシー」を発表、Billboard 200で初登場首位を獲得し、第61回グラミー賞において女性としては初となる最優秀ラップアルバム賞を受賞した。収録曲「I Like It」は彼女にとって2曲目の全米ナンバーワンヒットとなった。同年、タイムの世界で最も影響力のある100人に選ばれた。
2019年2月、ブルーノ・マーズとのコラボレーション・シングル「Please Me」をリリース。Billboard Hot 100で最高3位を記録する。
2020年4月7日、メーガン・ザ・スタリオンをフィーチャーした楽曲「WAP」をリリースし、世界的な大ヒットを記録する。性的に露骨な歌詞と過激なミュージックビデオが話題となり、政治家までも巻き込む論争に発展するなど社会現象となった。この曲は女性の性的抑圧を解放する社会的意義を持つアンセムとして、批評家から極めて高い評価を受けた。音楽メディアが発表した年間ベストソングのリストでは、ピッチフォーク、NME、ローリング・ストーンなどが1位に選んでいる。

## 人物

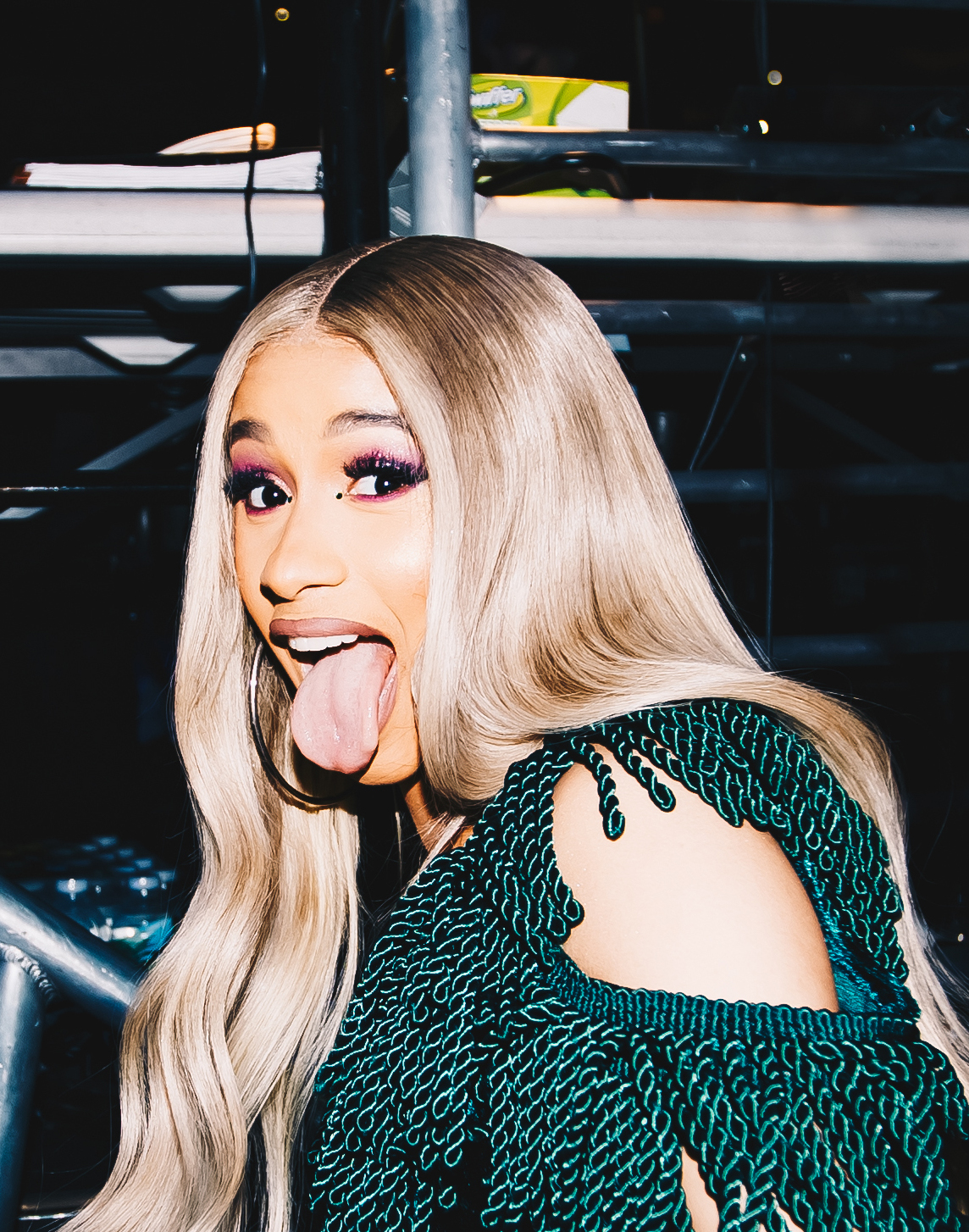
カーディB（2018年）

カーディ・Bはカトリック教徒であり、彼女はインタビューで神との「強い結びつき」を語っており、しばしば彼女は神と直接コミュニケーションをとっていると言われている。
彼女はニュージャージー州エッジウォーターに住んでいて、月3,000ドルでアパートを借りているが、これはマンハッタンの相場の大きさの2倍になるという。
彼女は#MeToo運動に参加し、過去に性的暴行を受けたことについて明かしている。
彼女は、普段から「スペニット」と言われる未発表曲の一部をInstagramなどのSNSに公開している。(中には、世に出さずにいる楽曲も多い。)
例として2017年の7月に「Stylin'」と言う楽曲のスペニットがInstagramから2つ公開された。2018年にアルバムの発売が発表されるとStylin'が収録されているのではと噂になった。(アメリカの大手歌詞サイトのGeniusでは、アルバムのトラックリストが公開される前には「Tracklist」の中に入っていた。しかし、アルバムの公式トラックリストが公開された時には、Stylin'の姿がなかったと言うもの。)
2023年7月30日のラスベガス公演の際、観客から液体を掛けられたが、気を取り戻してマイクを投げつけて応戦した。

### 家族
2017年初めに、サザン・ヒップホップグループミーゴスの一員であるオフセットと交際を開始。同年10月27日、ウェルズ・ファーゴ・センターで行われたラジオ局Power99主催のコンサート「Powerhouse」の公演中にオフセットからプロポーズを受け、婚約。2018年4月7日、テレビ番組「サタデー・ナイト・ライブ」の出演時に妊娠していることを発表。しかし、同年6月25日にTMZが入手した結婚証明書の内容から2人は2017年9月にすでに結婚していたのではないかと報じ、カーディ・Bはそれに応えてTwitterに声明文を発表した。
2018年7月10日、娘のカルチャー・キアリ・シーファス（Kulture Kiari Cephus）を出産。2018年12月5日、オフセットと破局したことを自身のInstagramで報告した。2019年2月、グラミー賞の授賞式に2人は一緒に現れた。上述の通り、2人は最優秀ラップアルバム賞を受賞した。
彼女の妹ヘネシー・キャロライナもまたソーシャルメディアで強い支持を得ている。

## ディスコグラフィ

### アルバム
| 年   | タイトル            | アルバム詳細                                                                       | チャート最高位 | チャート最高位 | チャート最高位 | チャート最高位 | チャート最高位 | チャート最高位 | チャート最高位 | 認定                                             |
| 年   | US                  | AUS                                                                                | CAN            | IRE            | NZ             | SWE            | UK             |                |                |                                                  |
| ---- | ------------------- | ---------------------------------------------------------------------------------- | -------------- | -------------- | -------------- | -------------- | -------------- | -------------- | -------------- | ------------------------------------------------ |
| 2018 | Invasion of Privacy | - 発売日: 2018年4月6日 - レーベル: Atlantic - フォーマット: digital download/CD/LP | 1              | 5              | 1              | 2              | 3              | 7              | 5              | - US: 3× プラチナ - CAN: ゴールド - UK: ゴールド |

### ミックステープ
| 題名                                       | 情報                                                                    | 最高順位 | 最高順位   | 最高順位 |
| 題名                                       | 情報                                                                    | US Ind.  | US R&B/ HH | US Rap   |
| ------------------------------------------ | ----------------------------------------------------------------------- | -------- | ---------- | -------- |
| Gangsta Bitch Music, Vol. 1                | - 発売日: 2016年3月7日 - レーベル: KSR - 規格: デジタル・ダウンロード   | 27       | 30         | 20       |
| Underestimated: The Album (with KSR Group) | - 発売日: 2016年9月12日 - レーベル: KSR - 規格： デジタル・ダウンロード | —        | —          | —        |
| Gangsta Bitch Music, Vol. 2                | - 発売日: 2017年1月20日 - レーベル: KSR - 規格： デジタル・ダウンロード | 25       | —          | —        |

### シングル
| 2015                                      | Cheap Ass Weave                                               | —  | —  | —  | —   | —  | —  | —  | —  | | なし                                                    |
| 2016                                      | Stripper Hoe                                                  | —  | —  | —  | —   | —  | —  | —  | —  | | なし                                                    |
| 2016                                      | What a Girl Likes                                             | —  | —  | —  | —   | —  | —  | —  | —  | | Underestimated: The Album                               |
| 2016                                      | Bronx Season                                                  | —  | —  | —  | —   | —  | —  | —  | —  | | Underestimated: The Album & Gangsta Bitch Music, Vol. 2 |
| 2017                                      | Bodak Yellow                                                  | 1  | 33 | 6  | 70  | 24 | 71 | 74 | 24 | - US: ダイヤモンド - AUS: 2× プラチナ - CAN: 4× プラチナ - FRA: ゴールド - NZ: ゴールド - UK: プラチナ   | Invasion of Privacy                                     |
| 2017                                      | MotorSport (with Migos and Nicki Minaj)                       | 6  | 74 | 12 | 72  | —  | —  | 54 | 49 | - US: ゴールド - AUS: ゴールド - CAN: 2× プラチナ                                                        | Culture ll                                              |
| 2017                                      | Bartier Cardi (featuring 21 Savage)                           | 14 | 77 | 18 | 196 | —  | 58 | 79 | 40 | - US: プラチナ - CAN: プラチナ                                                                           | Invasion of Privacy                                     |
| 2018                                      | Finesse (Remix) (with Bruno Mars)                             | 3  | 6  | 3  | —   | 2  | 14 | 29 | 5  | - US: 2× プラチナ - AUS: プラチナ - FRA: ゴールド - NZ: プラチナ - UK: ゴールド                          | 24K Magic                                               |
| 2018                                      | Be Careful                                                    | 11 | 65 | 24 | —   | —  | —  | —  | 27 | | Invasion of Privacy                                     |
| 2018                                      | Drip (featuring Migos)                                        | 21 | 60 | 31 | 116 | —  | —  | 95 | 41 | | Invasion of Privacy                                     |
| 2018                                      | Girls (Rita Ora featuring Cardi B, Bebe Rexha and Charli XCX) |    |    |    |     |    |    |    |    | | Phoenix                                                 |
| 2018                                      | Dinero (Feat.DJ Khaled & Cardi B                              |    |    |    |     |    |    |    |    | | Por Primera Vez                                         |
| 2018                                      | I Like It (Feat. Bad Bunny and J Balvin                       |    |    |    |     |    |    |    |    | | Invasion of Privacy                                     |
| 2018                                      | Girls Like You (Feat. Cardi B)                                |    |    |    |     |    |    |    |    | | Red Pill Blues                                          |
| 2018                                      | Who Want The Smoke? (Feat. Cardi B & Offset)                  |    |    |    |     |    |    |    |    | | Nuthin '2 Prove                                         |
| 2018                                      | Backin' It Up (Feat. Cardi B)                                 |    |    |    |     |    |    |    |    | | 未定                                                    |
| 2018                                      | Taki Taki (Feat. Selena Gomez, Cardi B & Ozuna)               |    |    |    |     |    |    |    |    | | 未定                                                    |
| 2018                                      | Money                                                         |    |    |    |     |    |    |    |    | |                                                         |
| 2019                                      | Please Me (Feat. Bruno Mars)                                  |    |    |    |     |    |    |    |    | |                                                         |
| 2019                                      | Press                                                         |    |    |    |     |    |    |    |    | |                                                         |
| 2020                                      | WAP (Feat.メーガン・ザ・スタリオン)                           | 1  | 1  | 1  | 30  | 1  |    | 5  | 1  | - US: 5× プラチナ - AUS: 3× プラチナ - CAN: 2× プラチナ - FRA: ゴールド - NZ: 2× プラチナ - UK: プラチナ |                                                         |
| 2021                                      | Up                                                            | 1  | 11 | 7  | 169 | 14 |    | 47 | 16 | |                                                         |
| "—"は未発売またはチャート圏外を意味する。 |                                                               |    |    |    |     |    |    |    |    | |                                                         |

## フィルモグラフィ
映画
- ハスラーズ Hustlers (2019)
- ワイルド・スピード/ジェットブレイク F9: the Fast Saga (2020)
- ワイルド・スピード/ファイヤーブースト Fast X (2023)